# Alex Rasmussen
Alex Nicki Sylvester Rasmussen (Odense, 9 juni 1984) is een voormalig Deense wielrenner, die zowel het baan- en het wegwielrennen combineerde. Op het einde van het wielerseizoen 2016 stopte hij met professioneel wielrennen.

## Wielercarrière
2005 was voor Rasmussen een succesvol jaar. Op 21-jarige leeftijd won hij de wereldtitel scratch. In 2006 won hij op de weg de Ronde van Berlijn en eindigde bij de opgetelde resultaten bij Duitse wielerkoersen op een zevende plaats. Bij de wereldkampioenschap wielrennen 2006 werd hij bij de beloften elfde bij de wegkoers. Datzelfde jaar won hij samen met Michael Mørkøv de wereldcupwedstrijd madison in Los Angeles en werd met het Deense team tweede met de ploegenachtervolging. In Sydney werd hij tweede in de Madison.
In maart 2007 werd hij met het Deense team derde bij de ploegenachtervolging op het WK baanwielrennen in Palma de Mallorca. Na 14 jaar won weer een Deense ploeg een medaille bij dit onderdeel op een Wereldkampioenschap. Dit jaar werd hij ook nationaal kampioen op de weg.
Bij de Olympische Spelen van 2008 in Peking won Alex Rasmussen de zilveren medaille met de Deense ploeg bij de teamachtervolging en behaalde de zesde plaats bij de koppelkoers. Buiten dat werd hij bij de wk baanwielrennen 2008 in Manchester tweede op de ploegenachtervolging en derde bij de ploegkoers. Met zijn partner Morkov won hij de Wielercup 2007-2008 op de Madison.
Vanwege zijn goede resultaten op de weg en baan kon hij voor het wielerseizoen 2009 kiezen tussen verschillende UCI ProTour ploegen. Hij koos voor Team CSC Saxo Bank.
Vanaf 2011 reed de Deen voor Team HTC-High Road, waar hij op 15 september 2011 werd ontslagen vanwege het missen van een dopingcontrole en het niet melden ervan. Eerder werd bekendgemaakt dat Rasmussen vanaf 2012 zou uitkomen voor Team Garmin-Cervélo, maar door het missen van die dopingcontrole ging de overstap niet door. Rasmussen werd echter vrij gesproken en zou weer in 2012 rijden voor Garmin -Cervélo.
Op 4 juli 2012 werd hij alsnog voor achttien maanden geschorst door het CAS. De straf gaat met terugwerkende kracht in vanaf 1 oktober 2011 waardoor hij in het voorjaar van 2013 weer mee mag doen aan wedstrijden. Zijn contract met Garmin-Sharp werd ook beëindigd.

## Overwinningen

### Zesdaagsen
| Nr. | Jaar | Zesdaagse van | Samen met      |
| --- | ---- | ------------- | -------------- |
| 1   | 2007 | Grenoble      | Michael Mørkøv |
| 2   | 2008 | Grenoble      | Michael Mørkøv |
| 3   | 2009 | Gent          | Michael Mørkøv |
| 4   | 2009 | Kopenhagen    | Michael Mørkøv |
| 5   | 2010 | Kopenhagen    | Michael Mørkøv |
| 6   | 2010 | Berlijn       | Michael Mørkøv |
| 7   | 2010 | Firenzuola    | Michael Mørkøv |
| 8   | 2011 | Kopenhagen    | Michael Mørkøv |
| 9   | 2015 | Bremen        | Marcel Kalz    |
| 10  | 2015 | Kopenhagen    | Michael Mørkøv |
| 11  | 2016 | Kopenhagen    | Jesper Mørkøv  |

### Piste
| Jaar     | DK                                                                        | EK                   | WK                                | OS                   | WB | Overig                                                         |
| Junioren | Junioren                                                                  | Junioren             | Junioren                          | Junioren             | Junioren | Junioren                                                       |
| -------- | ------------------------------------------------------------------------- | -------------------- | --------------------------------- | -------------------- | --- | -------------------------------------------------------------- |
| 2001     | 1km · ploegenachtervolging · sprint · puntenkoers                         |                      |                                   |                      | |                                                                |
| 2002     | 1km · ploegenachtervolging · puntenkoers · sprint                         |                      | scratch                           |                      | |                                                                |
| Beloften |                                                                           |                      |                                   |                      | |                                                                |
| 2003     |                                                                           | scratch              |                                   |                      | |                                                                |
| 2004     |                                                                           | scratch · ploegkoers |                                   |                      | | UIV Cup: Munchen                                               |
| 2005     |                                                                           | ploegkoers · scratch |                                   |                      | | UIV Cup: Kopenhagen                                            |
| Elite    |                                                                           |                      |                                   |                      | |                                                                |
| 2002     | 1km · ploegenachtervolging                                                |                      |                                   |                      | |                                                                |
| 2002     | 1km · ploegenachtervolging · sprint                                       |                      |                                   |                      | |                                                                |
| 2003     | 1km · ploegenachtervolging · achtervolging · ploegkoers                   |                      |                                   |                      | Moskou: · ploegkoers · scratch                                                                                       |                                                                |
| 2004     | 1km · achtervolging · ploegenachtervolging · scratch                      |                      |                                   |                      | Los Angeles: · scratch                                                                                               | Cup Danmark Slutklassement: omnium                             |
| 2005     | 1km · achtervolging · ploegenachtervolging · puntenkoers · scratch        |                      | scratch                           |                      | Sydney: · ploegkoers · scratch                                                                                       | Cup Danmark Slutklassement: omnium                             |
| 2006     | 1km · achtervolging · ploegenachtervolging · ploegkoers · puntenkoers     |                      |                                   |                      | Sydney I: · ploegkoers · ploegenachtervolging · Sydney II · ploegkoers · ploegenachtervolging · Moskou: · ploegkoers |                                                                |
| 2007     | achtervolging · ploegkoers · ploegenachtervolging · puntenkoers           |                      | ploegenachtervolging              |                      | Los Angeles: · ploegkoers · ploegenachtervolging · Sydney: · ploegkoers                                              |                                                                |
| 2008     | achtervolging · ploegkoers · ploegenachtervolging · puntenkoers · scratch |                      | ploegenachtervolging · ploegkoers | ploegenachtervolging | Los Angeles: · ploegkoers · ploegenachtervolging · Kopenhagen: · ploegkoers · ploegenachtervolging                   |                                                                |
| 2009     | ploegkoers                                                                |                      | ploegkoers · ploegenachtervolging |                      | |                                                                |
| 2010     | ploegkoers                                                                |                      | scratch                           |                      | |                                                                |
| 2011     | ploegkoers                                                                |                      |                                   |                      | |                                                                |
| 2012     |                                                                           |                      |                                   |                      | |                                                                |
| 2013     | puntenkoers                                                               |                      |                                   |                      | Manchester: · ploegenachtervolging · Aguascalientes · ploegenachtervolging                                           |                                                                |
| 2014     | 10km · omnium                                                             | ploegenachtervolging |                                   |                      | | Bike City Kopenhagen: afvalling ploegkoers puntenkoers scratch |
| 2015     | 10km                                                                      |                      |                                   |                      | |                                                                |

### Weg
2005 - 1 zege
3e etappe Stuttgart-Strassburg (ITT)
2007 - 1 zege
 Deens Kampioen op de weg, Elite
2008 - 5 zeges
3e etappe Ronde van Picardië
Proloog, 1e, 3e en 9e etappe Ronde van het Qinghaimeer
2010 - 4 zeges
4e etappe Ruta del Sol (ITT)
GP Herning
1e en 3e etappe Vierdaagse van Duinkerke
2011 - 2 zeges
1e etappe Ronde van Italië (TTT)
Philadelphia International Championship
2012 - 1 zege
4e etappe Ronde van Italië (TTT)
2013 - 1 zege
1e etappe Ronde van Beieren
2014 - 2 zeges
3e en 4e etappe Ronde van Mazovië

## Resultaten in voornaamste wedstrijden
| Jaar | Ronde van Italië | Ronde van Frankrijk | Ronde van Spanje |
| ---- | ---------------- | ------------------- | ---------------- |
| 2009 |                  |                     |                  |
| 2010 |                  |                     |                  |
| 2011 | 153e             |                     |                  |
| 2012 | 150e             |                     |                  |

| Jaar | Gent-Wevelgem | Parijs-Roubaix |  | Wereldranglijsten |
| ---- | ------------- | -------------- |  | ----------------- |
| 2009 |               |                |  |                   |
| 2010 |               |                |  | 229e (UWK)        |
| 2011 |               | 50e            |  | 140e (UWT)        |
| 2012 | 134e          |                |  |                   |

Arvesen ·
Bak ·
Bellis · 
Bøchman ·
Breschel ·
Cancellara     ·
Fuglsang ·
Goss ·
Haedo ·
Høj ·
Klemme ·
Klostergaard ·
Kolobnev ·
Kroon ·
Larsson ·
Ljungqvist ·
Lund ·
McCartney ·
Mørkøv · 
O'Grady ·
Rasmussen ·
A. Schleck ·
F. Schleck ·
C. A. Sørensen ·
N. Sørensen · 
Steensen ·
Van Goolen ·
Voigt
Bellis · 
Breschel ·
Cancellara       ·
Cooke ·
Didier ·
Fuglsang ·
J. J. Haedo ·
L. S. Haedo ·
Høj ·
Jørgensen ·
Klemme ·
Klostergaard ·
Larsson ·
Lund ·
Marycz ·
Mørkøv ·
O'Grady ·
Porte ·
Rasmussen ·
A. Schleck ·
F. Schleck ·
C. A. Sørensen ·
N. Sørensen · 
Steensen ·
Voigt
Albasini ·
Bak ·
Brammeier ·
Cavendish  ·
Degenkolb ·
Eisel ·
Fairly ·
Ghyselinck ·
Goss ·
Grabsch ·
Gretsch ·
Howard ·
Lewis ·
Martin   ·
Pate ·
Pinotti ·
Raboň ·
Rasmussen (tot 15/09) ·
Renshaw ·
Roulston ·
Siwtsow ·
Smukulis ·
van Garderen ·
M. Velits ·
P. Velits ·
Dempster (stagiair) ·
Norris (stagiair)
Bauer ·
Danielson · 
Dekker ·
Farrar ·
Fernández ·
Fischer ·
Haas ·
Haussler ·
Hesjedal ·
Howes ·
Hunter ·
Klier ·
M. Kreder ·
R. Kreder ·
Le Mével ·
Maaskant ·
Martin ·
Millar · 
Navardauskas ·
Peterson ·
Rasmussen (tot 31/07) ·
Rathe ·
Rosseler ·
Stetina ·
Talansky ·
Vande Velde ·
Vanmarcke ·
Vansummeren ·
Wegmann ·
Zabriskie ·
Morton (stagiair) ·
Scully (stagiair) ·
Von Hoff (stagiair) 
Bauer ·
Danielson · 
Dekker ·
Dennis ·
Fairly ·
Farrar ·
Fernández ·
Haas ·
Hesjedal ·
Howes ·
Hunter ·
Klier (tot 13/05) ·
M. Kreder ·
R. Kreder ·
Maaskant ·
Martin ·
Millar · 
Morton ·
Navardauskas ·
Nuyens ·
Rasmussen ·
Rathe ·
Rosseler ·
Stetina ·
Talansky ·
Vande Velde ·
Vansummeren ·
Von Hoff ·
Wegmann ·
Zabriskie ·
O'Shea (stagiair) 
A.K. Andersen · S.K. Andersen · Clausen · Foder Holm · Gregaard · Hardahl · Hyldgaard · Lander · Olsson · Pedersen · Rahbek · Rasmussen · Riis · Vinjebo